# 1481 год в литературе

## Книги
- «Божественная комедия» Данте под редакцией флорентийского гуманиста  Кристофоро Ландино и иллюстрациями Сандро Боттичелли.

## Родились
- 28 августа — Франсишку де Са-де-Миранда, португальский поэт эпохи Возрождения.
- 8 ноября — Теофило Фоленго, итальянский поэт, наиболее видный представитель так называемой макаронической поэзии (умер в 1544).

## Без точной даты
- Абду-ль-Ваххаб аш-Шарани, исламский богослов, поэт (умер в 1565).
- Кристобаль де Кастильехо, испанский поэт (умер в 1556).
- Нгуен Бинь Кхьем, вьетнамский поэт (умер в 1585).

## Скончались
- 21 сентября — Бартоломео Платина, итальянский гуманист и библиотекарь, автор философских трактатов и политических сочинений (родился в 1421).
- 3 декабря — Тома Базен, нормандский хронист, один из летописцев последнего периода Столетней войны (родился в 1412).
- 12 декабря — Иккю Содзюн, японский монах, поэт (родился в 1394).

## Без точной даты
- Доулатшах Самарканди, персидский поэт и писатель.
- Иннокентий (Охлябинин), основатель Комельского Спасо-Преображенского монастыря, автор духовных писаний.
- Уильям Кекстон, английский издатель-первопечатник.